# Nationaal Songfestival 2009
Het Nationaal Songfestival 2009 was een televisieprogramma waarin de Nederlandse inzending voor het Eurovisiesongfestival 2009 in Moskou werd gekozen.
In het programma zong het trio De Toppers, bestaande uit Gordon, René Froger en Jeroen van der Boom zes liedjes. Vervolgens werd bepaald welk van deze zes liedjes De Toppers zullen gaan zingen tijdens het Eurovisiesongfestival. De televoters bepaalden twee derde van de uitslag, de rest van de punten kwam van de jury. Een van de juryleden was Getty Kaspers, zangeres van de band Teach-In, tot dan toe de laatste Nederlandse winnaar van het Eurovisiesongfestival met het lied Ding-a-dong.
Het programma werd rechtstreeks uitgezonden vanuit Studio 22 in Hilversum en gepresenteerd door Jack van Gelder.

## Deelnemende liedjes
- Our Night (Rutger Kanis, Robert Dorn)
- No One Loves Me Like You (Rob le Cardinale)
- Shine (Bas van den Heuvel, Ger van de Westelaken)
- Angel Of The Night (Edwin de Groot, Edwin van Hoevelaak, Bruce R.F. Smith)
- Everybody Can Be A Star (Ferdi Bolland)
- Three Is The Magic Number (Kees Tel, Christiaan Hulsebos)

Gordon schreef de tekst van het nummer Shine onder het pseudoniem Ger van de Westelaken.
Het programma werd door 1,8 miljoen mensen bekeken
Alle nummers werden tijdens de uitzending geplaybackt.

## Uitslag
| Startplaats | Liedje                      | Score Tony | Score Tatjana | Score Daniël | Score Getty | Score Emile | Totaalscore Jury | Score Publiek (Percentage) | Totaalscore | Eindplaats |
| ----------- | --------------------------- | ---------- | ------------- | ------------ | ----------- | ----------- | ---------------- | -------------------------- | ----------- | ---------- |
| 1           | "Our Night"                 | 4          | 10            | 2            | 8           | 4           | 28               | 13 (3%)                    | 41          | 6          |
| 2           | "Angel Of The Night"        | 12         | 12            | 12           | 12          | 12          | 60               | 130 (31%)                  | 190         | 2          |
| 3           | "Everybody Can Be A Star"   | 6          | 4             | 4            | 2           | 6           | 22               | 21 (5%)                    | 43          | 5          |
| 4           | "Three Is The Magic Number" | 2          | 2             | 6            | 4           | 2           | 16               | 34 (8%)                    | 50          | 4          |
| 5           | "No One Loves Me Like You"  | 8          | 6             | 8            | 6           | 8           | 36               | 21 (5%)                    | 57          | 3          |
| 6           | "Shine"                     | 10         | 8             | 10           | 10          | 10          | 48               | 210 (48%)                  | 258         | 1          |

1956 · 1957 · 1958 · 1959 · 1960 · 1961 · 1962 · 1963 · 1964 · 1965 · 1966 · 1967 · 1968 · 1969 · 1970 · 1971 · 1972 · 1973 · 1974 · 1975 · 1976 · 1977 · 1978 · 1979 · 1980 · 1981 · 1982 · 1983 · 1984 · 1986 · 1987 · 1988 · 1989 · 1990 · 1992 · 1993 · 1994 · 1996 · 1997 · 1998 · 1999 · 2000 · 2001 · 2003 · 2004 · 2005 · 2006 · 2007 · 2008 · 2009 · 2010 · 2011 · 2012